# 伯州犂
伯 州犂（はく しゅうり、? - 紀元前515年）は、中国春秋時代の楚の政治家。晋の伯宗の子。共王・康王・郟敖・霊王・平王・昭王の六代の王に仕えた。

## 略歴
父の伯宗は賢人として有名であったが、ある時朝廷で「陽処父に似ている」と言われたのを喜んだ。陽処父とはかつて文公に付き従って賢哲を知られたが、後にその苛烈な性格が仇となって殺された人物であった。伯宗の妻はこれを聞いて不安に思い、畢陽（豫譲の祖父）という賢人に子の伯州犂をあずけた。果たして共王15年（紀元前576年）、伯宗は三郤（郤錡・郤犨・郤至）の讒言によって殺されたが、伯州犂は畢陽の手によって無事に楚へ亡命することが出来た。
当時の楚は温和な性格で知られた共王の時代であった。共王は伯州犂を封地を与えた。賢臣の伯宗の子として名を知られていた伯州犂は楚の朝廷でも次第に頭角を現していった。
共王16年（紀元前575年）、鄢陵の戦いが起きると楚は晋と戦うことになると、晋出身の伯州犂は共王の背後に控えて晋の内情を事細かに説明した。しかし、戦い自体は伯州犂とは逆に楚から晋へと亡命した苗賁皇がいたこともあって楚軍の敗北に終わった。それでも共王の伯州犂への信頼は衰えず、大戦後もその側近として治世を支え続けた。
しかし、郟敖4年（紀元前541年）に子の伯宛が、共王の次男で令尹の公子囲（後の霊王）の王位簒奪計画に巻き込まれて殺害される悲運に遭い、伯州犂自身も昭王元年（紀元前515年）、疎まれて誅殺されてしまった。
この後、伯宛の子の伯嚭が呉に亡命して、呉軍を率いて楚を滅亡寸前に追い込んで祖父と父の復讐を果たすが、彼もまた呉滅亡時に越王勾践に処刑される等、伯氏の当主達は伯宗から四代続けて非業の最期を迎えてしまった。